# 745
745 је била проста година.

## Догађаји
- Бубонска куга у Малој Азији убија 1/3 становништва, а затим се шири Пелопонезом (Балканско полуострво) .
- Хуналд I, војвода од Аквитаније, повлачи се у манастир, вероватно на Ил де Ре. Наследио га је син Вајфар, који се током своје владавине бори за независност од Франачког краљевства.
- Карантанија  губи независност и постаје део Франачког краљевства, због хитне опасности коју представљају аварска племена са истока.
- Кина има достигнућа у поезији, сликарству и штампарству, али њен монархијски систем пропада. Цар Сјуан Зонг пада под утицај жене свог сина Јанг Гуифеи, таоистичке свештенице. Он игнорише економију и династија Танг пропада.
- Новоосновано Ујгурско царство контролише већи део територије бившег Турског царства, стварајући царство које се протеже од језера Балкаш (модерни Казахстан) до Бајкалског језера (Монголија), и подлеже кинеском суверениту.

## Смрти
- Света Теодосија Цариградска